# Sarcedo
Sarcedo (Sarsédo in veneto) è un comune italiano di 5 297 abitanti della provincia di Vicenza in Veneto.

## Geografia fisica
Il territorio comunale di Sarcedo si estende nella parte nord in una fertile zona collinare di natura vulcanica, delimitata ad est dal torrente Astico e ad ovest dal torrente Igna, all'inizio delle Prealpi Vicentine e nella parte sud nella pianura alluvionale.
L'altitudine oscilla fra gli 80 e i 203 m.s.m. I punti più alti sono Cima Costa, Cima Colombara e Monte Canaglia. Il capoluogo sorge a 156 m.s.l. in una posizione amena e dal panorama vastissimo che spazia dal Monte Grappa all'Altopiano dei Sette Comuni, dal Monte Summano al Novegno, al Pasubio, dalle Piccole Dolomiti ai Lessini, dai Colli Berici ai Colli Euganei e sulla sottostante pianura.
Sarcedo ha un clima continentale umido, con colline ricoperte di ricca e varia vegetazione, di vigneti e di campi arati, di ville circondate da piante ornamentali. Solo una piccola parte del suo territorio è ancor oggi tenuta a bosco con prevalenza del carpino nero, del frassino e della robinia.

## Origini del nome
Il nome Sarcedo deriva con ogni probabilità dal latino querquetum, che significa querceto ed effettivamente, ancor oggi, la zona collinare di Sarcedo è ricca di boschi e di querce secolari. Il Maccà testimonia che questo nome era comune ad altri luoghi del Vicentino, in quel di Lonigo, di Castegnero, di Lumignano.
Il nome compare per la prima volta in un documento del 983, il Privilegium concesso dal vescovo di Vicenza Rodolfo all'abbazia benedettina di San Felice di Vicenza.

## Storia

### Epoca antica
La posizione geografica ha favorito gli insediamenti umani già in epoca preistorica, come testimoniato dai ritrovamenti nella Grotta dei Covoli di materiali fittili di epoca neolitica.
Altro importante rinvenimento, stavolta nella zona pianeggiante, è quello di una necropoli di epoca tardo-romana dove sono state trovate urne cinerarie ed altri oggetti, ora esposti presso il Museo archeologico dell'Alto vicentino a Santorso.

### Medioevo
I documenti di epoca medievale relativi a Sarcedo parlano contemporaneamente di un castello e di un castellare e ciò fa comprendere che Sarcedo e Bodo - che anticamente costituivano due centri distinti ed autonomi sia sotto l'aspetto civile che quello ecclesiastico, con propri privilegi di mercato e di fiera - avevano due distinti castelli.

#### Il castello di Sarcedo
Il castello di Sarcedo è nominato in tutti i diplomi imperiali, da quello di Ottone III dell'anno 1000 a quello di Ottone IV del 1210 ma, pur essendo un castello vescovile, nei libri dei feudi non si trova traccia alcuna di investiture relative al castello stesso. Probabilmente ciò dipende dai contrasti insorti tra la famiglia dei Conti di Vicenza - i Maltraversi - ed i vescovi della città alla fine del XII secolo, contrasti che culminarono con l'uccisione del vescovo Pistore nell'anno 1200. In seguito a questa morte violenta, la famiglia venne privata di beni e giurisdizioni; si sa che nei primi anni del Duecento Uguccione Maltraversi lottò strenuamente per riavere l'investitura di un non identificato feudo che era stato concesso ad altri, ed è probabile che si trattasse proprio di Sarcedo.
Alla luce dei documenti di cui si dispone non è dato sapere come poi sia avvenuto il passaggio di giurisdizione; si sa invece con certezza che alla fine del XIII secolo il castello di Sarcedo apparteneva ai Maltraversi, perché di ciò dà conferma l'Inventario dei beni della famiglia, datato 1292, dove il castello stesso - che risulta in comproprietà con la nobile famiglia Verlati - viene descritto con rive, fossati ed adiacenze varie.
Sempre dall'Inventario risulta chiaro che, sul finire del Duecento, il castello era ancora in perfetta efficienza. Nel 1311, l'anno della sottomissione di Vicenza alla signoria degli Scaligeri, il conte Melchioro Maltraversi, più noto col nome di Boverio o Broverio, lasciò per testamento il castello al Comune cittadino, facendo così supporre di averne nel frattempo ottenuta la piena proprietà.
È probabile che il castello di Sarcedo sia stato distrutto negli anni 1312 - 1314 durante le lotte tra i padovani e i vicentini per il controllo del territorio. Secondo il Mantese, non è credibile Filippo Pigafetta quando alla fine del Cinquecento cita "Sarcedo et Montecchio col castello".
Per quanto riguarda la sua ubicazione, il colle che degrada verso Thiene qualche centinaio di metri ad ovest dell'attuale chiesa parrocchiale è tuttora chiamato col significativo toponimo "Castellano", quasi certamente indicando il luogo ove si trovava l'antico castello; nei primi anni dell'Ottocento, comunque, il Maccà, nativo del luogo, constatò proprio in tal luogo la recente demolizione degli ultimi resti di grosse muraglie.

#### Il castello di Bodo
Durante il Medioevo la contrada di Bodo costituiva una villa a sé stante e aveva una certa importanza; se in questo luogo esisteva un castello, questo però alla fine del Duecento era già scomparso.
Le notizie in proposito vengono anch'esse fornite dall'Inventario Maltraversi, donde risulta che Bodo aveva il privilegio di un proprio mercato, aveva un castellare nei pressi della chiesa di San Pietro e dipendeva come giurisdizione pro indiviso dai Maltraversi e dai Verlati.
Essendo il colle di San Pietro di modeste dimensioni, si può ritenere che l'antico castello di Bodo sorgesse immediatamente a sud della chiesetta tuttora esistente, cioè nell'area attualmente occupata dalla Villa Tretti, che fu eretta nell'Ottocento sui resti di antiche muraglie; anche se poco elevato, tale posto è assai dominante e consente il controllo di tutta la pianura ad est di Thiene.
Nulla dicendo in proposito le fonti storiche di cui si dispone, non è possibile indicare la data in cui questo castello fu distrutto né conoscere i motivi per i quali scomparve; forse durante le lotte guelfo-ghibelline della prima metà del XIII secolo, o addirittura o alla fine del XII secolo, durante le lotte dei Maltraversi contro i vescovi di Vicenza.

#### La comunità rurale di Sarcedo
Come per gli altri comuni del territorio vicentino, la nascita della Comunità rurale di Sarcedo, regolata da uno Statuto, avvenne nel corso del XII secolo.
Durante la signoria degli Scaligeri la comunità rurale ottenne alcuni privilegi; ad esempio nel luglio 1323 i pastori, che rappresentavano la parte più consistente della popolazione, ottennero da Cangrande il privilegio di pascolare in pianura da dicembre a Pasqua. Intorno al 1337 il territorio di Sarcedo fu sottoposto, sotto l'aspetto amministrativo, al Vicariato civile di Thiene e tale rimase, anche sotto la dominazione viscontea e veneziana, sino alla fine del XVIII secolo.

### Età moderna
Nel 1404 Vicenza, e con essa Sarcedo, si diede alla Repubblica di Venezia e da questo momento il paese ne seguì le sorti. Nel 1542, come non si era mai visto, un nugolo di cavallette distrusse ogni raccolto, purtuttavia Venezia impose un contributo straordinario per combattere i Turchi.
Nel 1586 si mise per iscritto lo statuto, relativo all'ordinamento interno del Comune. Ma tutto il Seicento fu per il territorio di Sarcedo, in cui vivevano circa seicento abitanti, un periodo di difficoltà e di stenti: non vi era alcuna forma di commercio o di redditizia attività artigianale. Si continuava a vivere di pastorizia, la terra messa a coltura era poca, mentre la restante era tenuta a pascolo e soprattutto a bosco.

### Età contemporanea
Al momento della caduta della Serenissima, le truppe napoleoniche francesi saccheggiarono la chiesa ed il contado. Nel settembre 1798, 1200 fanti tedeschi si acquartierarono nella campagna a sud di Villa Capra e il luogo è indicato ancora col toponimo Quartieri.
Tutto il territorio passò poi nel 1813 al Regno Lombardo-Veneto e fu annesso infine, nel 1866, al Regno d'Italia. Questo passaggio portò ad un modesto sviluppo economico, come in tutta la zona pedemontana; verso la fine dell'Ottocento lungo il canale Mordini sorsero alcuni opifici, come la tessitura Ranzolin e la filatura Scalcerle.
Durante prima guerra mondiale Sarcedo si ritrovò a ridosso della “zona di operazioni”, nelle immediate vicinanze del fronte: il paese fu occupato da truppe francesi, inglesi, scozzesi e naturalmente italiane (le brigate Udine, Trapani, Novara, Pescara e la 4ª Brigata Bersaglieri). Dopo la rotta del 1916 sul fronte trentino, il territorio fu predisposto alla difesa, con trinceramenti, postazioni e campi spinati; la strada Sarcedo - Breganze venne protetta da una testa di ponte collegata al caposaldo di Montecchio Precalcino; il Seminario del Barcon divenne un ospedale da campo e Villa Suman sede di comando del XXII Corpo d'Armata. La gente conobbe il fenomeno dei profughi. Sarcedo perse nei campi di battaglia 65 dei suoi figli.
Vi venne allestito un campo di aviazione provvisorio per il Royal Flying Corps nel marzo del 1918 con il comando del 14° Wing del Tenente Colonnello Philip Joubert de la Ferté in località Moraro-Vegre; operò fino alla partenza dei reparti inglesi nel febbraio del 1919. Il No. 28 Squadron RAF arrivò il 20 agosto 1918 e partì il 22 ottobre.
Anche la seconda guerra mondiale non risparmiò lutti e difficoltà. In quegli anni venne anche fatto saltare per sabotaggio dai partigiani il ponte sull'Astico, poi ricostruito a conflitto concluso.
Solo nel secondo dopoguerra per il paese si aprì un'epoca di benessere e di nuove risorse.

### Simboli
Stemma
Gonfalone

## Monumenti e luoghi d'interesse

### Architetture civili
Nel territorio di Sarcedo si trovano numerose ville, antiche residenze di campagna di ricche e nobili famiglie, che qui le costruirono favorite dalla felice posizione collinare.

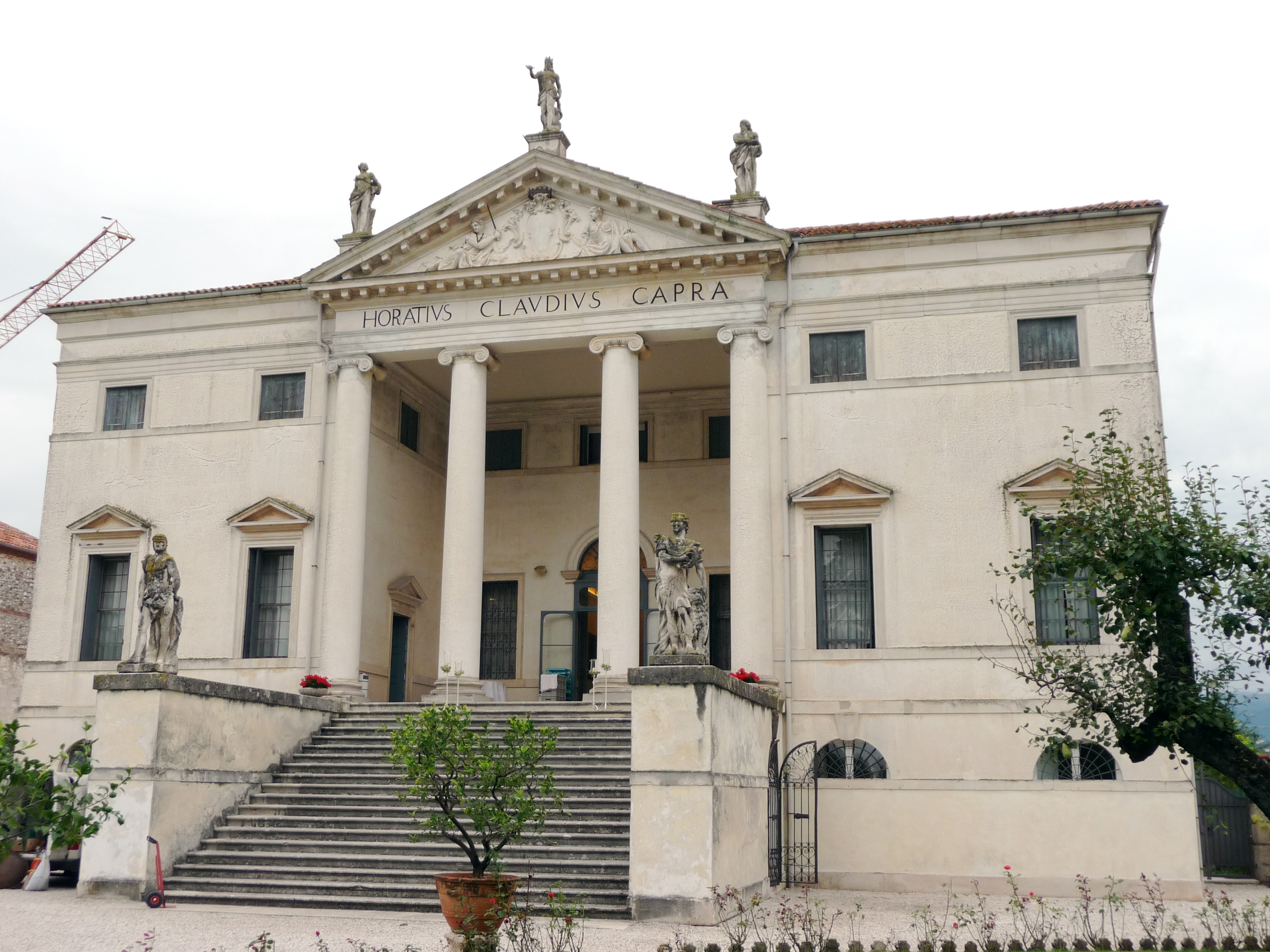
Villa Capra Bassani
Edificata nel 1764 dall'architetto conte Orazio Claudio Capra, “che la eresse a gloria sua e del suo casato”, con interventi di Francesco Muttoni e Ottavio Bertotti Scamozzi, è un esempio di villa di gusto neoclassico chiaramente ispirata alle architetture palladiane. Un'ampia scalinata fiancheggiata da statue conduce al pronao ionico. Il giardino è limitato da una peschiera sul ponte della quale si apre il cancello d'ingresso. Particolarmente belle le statue del frontone e dei poggi della scalinata.
I Capra vendettero la villa a Giuseppe Bassani (1796-1879) nel 1850. Giuseppe Bassani fu padre di Elia prozio di Bruno Fortunato, attuale proprietario, e di Enoch Giovanni Battista Bassani (1832-1898), nonno del fisiologo Enoch Peserico e proprietario della villa Bassani a Longare.
Villa Franzan al Barcon
Grandioso edificio costruito nel decennio 1660-1670 dai conti Franzan, in un'area di sessantacinque campi circondati da mura; la sua bellezza luminosa e austera ricorda i modi del Pizzocaro. Dopo la decadenza della famiglia e diversi passaggi di proprietà, divenne villeggiatura estiva del Collegio delle Dame Inglesi di Vicenza nel periodo che va dal 1877 al 1907. Acquistato dal vescovo di Padova per trasferirvi da Thiene il Collegio Convitto Vescovile fondato nel 1888, fu sede di collegio e seminario vescovile dal 1921 al 1969 col nome di Barcon (termine che viene da parcone, cioè grande parco). Attualmente l'intero complesso, acquistato da privati, versa in stato di grave abbandono e di completo degrado.
Villa Saugo Belmonte
Particolarmente notevole è la sua posizione alla sommità di una collina, detta appunto Belmonte, che permette di godere di uno splendido panorama. Ben visibile dal centro del paese, è collegata alla strada principale da una amena via privata che scorre fra terre lavorate e vigneti.
Villa Tretti
Costruita nel 1884 sulle fondamenta dell'antico castello del colle di Bodo, anche questa villa è in una posizione particolarmente panoramica. Interessante è anche il parco che la circonda.
Villa Suman Berti
Costruita nel 1832, sorge in posizione centrale rispetto alla parte alta del paese. Nel parco è interessante l'antico faggio rosso.
Villa Zironda o villa Elvira, nota un tempo come "Cà Dotta".
Risale alla metà del Quattrocento, ma è stata ampliata e abbellita nel 1891; caratteristiche sono le antiche finestre ad arco gotico.
Il Barco degli Alidosio ora Piva.
All'interno del parco villa del 1400 (la più antica di Sarcedo).

### Architetture religiose
Nel territorio di Sarcedo vi sono nove chiese, oltre alle cappelle gentilizie delle ville e a numerosi capitelli votivi.
Chiesa Parrocchiale di Sant'Andrea Apostolo

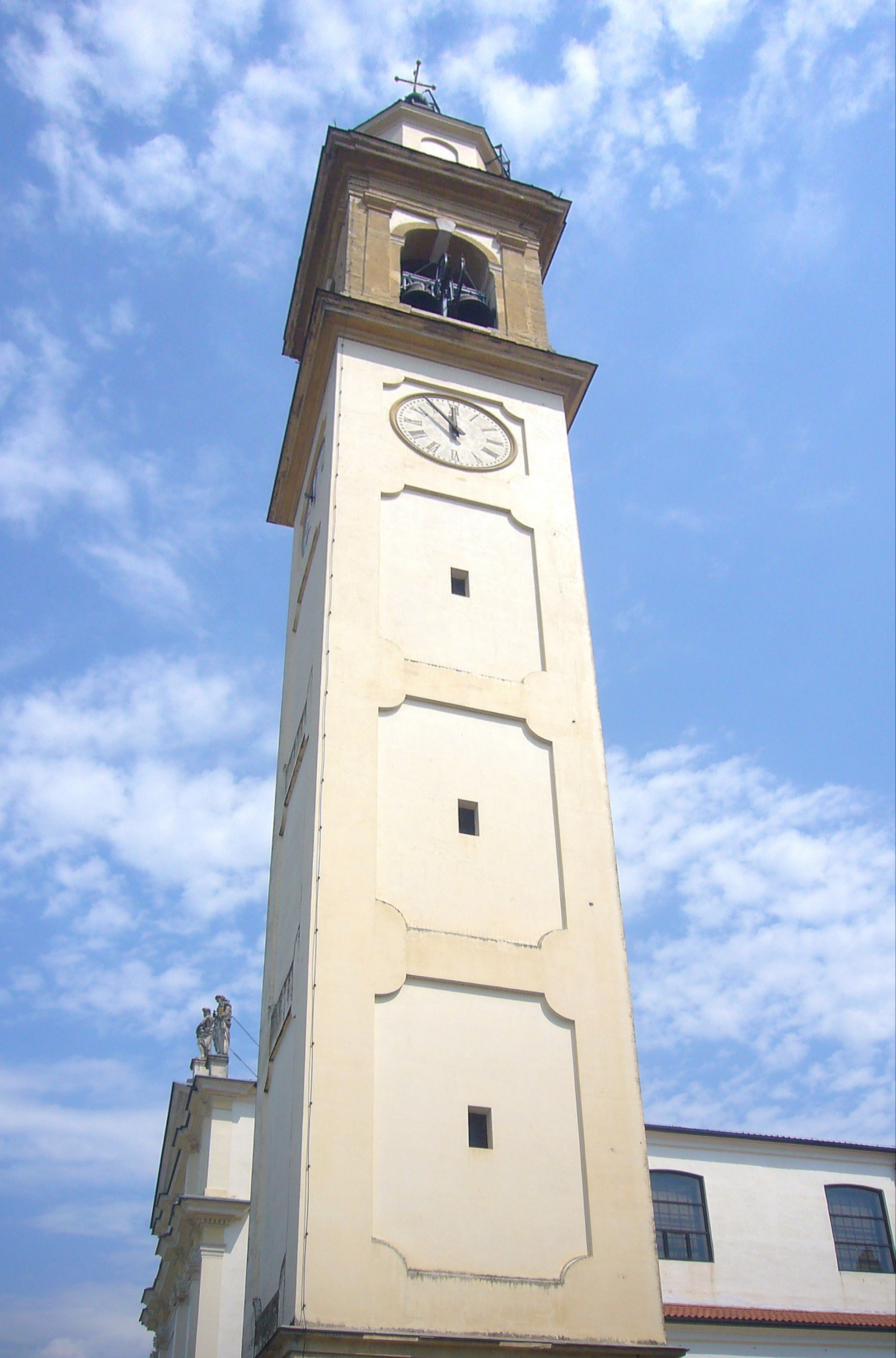
Il campanile della chiesa di Sant'Andrea Apostolo

L'antica chiesa costruita sul colle era certamente anteriore al Mille. Dopo la donazione di Berengario nel 917 alla diocesi di Padova della pieve di Breganze, a cui era legata, Sant'Andrea fu annessa alla pieve di Santa Maria di Dueville. Nel 1489 si fuse con l'altra parrocchia di San Pietro in Bodo, dipendente dalla diocesi di Padova. Nella seconda metà del 1700 Sarcedo diventò forania che aveva giurisdizione sulle parrocchie di Dueville, Novoledo, Villaverla, Montecchio Precalcino e Molina. Quando nel 1818, dopo 900 anni, Breganze ritornò alla diocesi di Vicenza, Sant'Andrea di Sarcedo tornò a dipendere da Santa Maria di Breganze, sua chiesa matrice.
L'antica chiesa fu demolita ai primi del 1700. In essa oltre ai preti avevano sepoltura i membri delle famiglie Peroni, Dal Sasso, Todesco, Nievo.
La prima pietra della chiesa attuale fu posta nel novembre del 1731; vi si celebrò la prima messa nel 1735 e fu consacrata nel 1744.
È fra le più belle chiese del Vicentino, sia per la posizione su cui sorge, che per l'aspetto architettonico. Alla destra del corpo centrale è poi collegato l'oratorio delle Figlie di Maria, realizzato nel 1885 per volere di Isabella Ballardi.
All'interno la chiesa è costituita da un'unica ampia e luminosa navata, da un altare maggiore e da quattro altari laterali, tutti di marmo policromo del XVIII secolo. In essa sono conservati: la Vergine e Santi di Alessandro Maganza (1556-1630 circa), la Crocifissione di sant'Andrea di Giovanni Battista Mariotti (circa 1685-1765), la Madonna e Santi di Francesco Verla (datata 1517), il Transito di san Giuseppe di Antonio De Pieri detto lo Zoppo, altre tele di Costantino Pasqualotto (secoli XVII-XVIII). Interessante la Via Crucis in rilievo.
Il campanile, alto 50 m., fu costruito fra il 1774 e il 1795.
Antica chiesetta di San Pietro in Bodo
Nominata per la prima volta in un antico documento del 1292 (ma la sua costruzione è sicuramente precedente), è costituita da un'unica navata con abside terminale e tetto a due falde; recentemente restaurata, ha proprio nella semplicità il suo maggior fascino. Era anticamente la chiesa parrocchiale di Bodo..
Chiesa di San Nicolò
Chiesa di San Giorgio
Chiesa di S. Giuseppe
Chiesa di Santa Maria Assunta, a Madonnetta
L'antico oratorio, ricordato in documenti del 1292 col nome di Sancta Maria del Precalcino, funse da parrocchiale per molti anni finché, resasi insufficiente a metà del Novecento, venne sostituita dalla nuova chiesa.
Chiesa di Sant'Antonio di Padova
Chiesa di Santa Barbara
Chiesa di Santa Maria di Belmonte

### Altri luoghi d'interesse
Nel territorio vi sono alcuni monumenti e siti di interesse.
- Monumento ai caduti
- Monumento Vellere
- Fontana al Cavallino
- Lanificio Beaupain

Interessante esempio di archeologia industriale è il Lanificio Beaupain. Già nel 1644 esisteva in loco un mulino a tre ruote sulla roggia Verlata che nel 1648 fu trasformato in cartiera e poi, nel 1885 in un rudimentale stabilimento per la tessitura della lana che, passato in proprietà di Leone Beaupain, verrà ulteriormente ampliato ed ammodernato.

#### Molin Dell'Igna in Contrà dell'Igna
Un mulino a tre ruote era presente anche in località Maglio, oggi via Madonnetta, già dal 1275, sempre sulla roggia Verlata. Il 23 novembre 1275 Marcio da Montemerlo promette per il prezzo di lire 150 di piccoli ricevuti dai fratelli Angelo e Ottonello figli di Giovanni Verla, di condurre acqua dal fiume Astico in pertinenze di Sarcedo fino oltre il ghebbo dell'Igna. I predetti fratelli promisero di far edificare e costruire ex novo, nel tratto di roggia nuova dal luogo di Santa Maria di Precalcino fino all'Igna e oltre nelle pertinenze di Thiene, dei molini in quei luoghi dove sarà più utile per le parti.
Il 21 novembre 1284 il Molin dell'Igna in Contrà dell'Igna viene venduto dalle sorelle Palma e Aldeita da Montemerlo a Ottonello Verla.
Nel 1320 il 24 agosto i Verlati lo vendono al giudice Bugamante Proti.
Dopo altri passaggi di proprietà, il 24 maggio del 1672 il decano e gli uomini del comune di Sarcedo attestano che 
Nel 1809 vengono eseguiti i rilievi catastali del territorio e risultano proprietari i figli di Antonio Salbego, Giovanni e Francesco. Il lotto 789 viene descritto come casa ad uso di molinaro med. e a rode tre di Molino. Nel 1867 la proprietà passa ad Antonio Bernardo Tescari. Nel 1874 la proprietà passa a Luigia Tescari sposata con Michele Parolari. È in questo periodo che avviene la trasformazione del molino da grano in quella di maglio di rame ad acqua, sicuramente ad opera di Michele Parolari che già in precedenza era in questo settore.
Il fabbricato viene in parte demolito e ricostruito con gli stessi materiali, così come appare adesso. Nel 1921 rimangono proprietari i fratelli Marco e Michele Ranzolin e usufruttuario il padre Alessandro, vedovo di Emma Parolari. Nel 1924 il maglio da rame con casa spetta ad Anna Celso vedova di Michele Ranzolin. Nel 1934 il maglio da rame con casa viene acquistato da Pietro Scarpari. Il 16 settembre 1941 diventa proprietario Arturo Todeschini che trasforma il maglio da rame in attività tessile ad uso di cardatura, filatura, tessitura ed infine garnettatura della lana. Il 17 giugno 1974 tutti i fabbricati e i terreni adiacenti vengono acquistati da Domenico Todeschini, perito chimico che già praticava dal 1966 l'attività di produzione di adesivi e collanti per uso industriale particolarmente nel settore della calzatura.

## Società

### Evoluzione demografica
Abitanti censiti

## Cultura

### Istruzione

#### Biblioteche
Nel capoluogo vi è la Biblioteca civica "P. Maccà", che fa parte della rete di biblioteche vicentine "Biblioinrete", insieme alla maggior parte della biblioteche appartenenti alla Rete Bibliotecaria Vicentina.

#### Ricerca storica
Dal dicembre 2005 è attivo il Gruppo di Ricerca Storica di Sarcedo che, in collaborazione con il Comune e la Biblioteca civica, pubblica periodicamente i Quaderni storici: Sarcedo, storia e Cultura.

#### Scuole
A Sarcedo vi sono due scuole dell'infanzia (private paritarie), una scuola primaria e una scuola secondaria di primo grado.

## Economia
Attualmente a Sarcedo è il settore artigianale quello che conosce una maggiore espansione, ma presenti sono anche i settori industriale e commerciale.
L'agricoltura, anche se in misura minore rispetto al passato, ha ancora un'importante rilevanza, non solo economica, ma come legame e continuità con le origini e le tradizioni del paese. Le aziende più grosse, circa 200, sono attrezzate con strutture moderne e orientate alla produzione di frutta e soprattutto di uva da vino che viene quasi tutta lavorata dalla cantina di Breganze. La tradizionale festa dell'uva iniziata nel 1953, sta dando particolare impulso a questo settore.
Esistono poi allevamenti avicoli e bovini; il latte prodotto viene principalmente lavorato nella latteria di Breganze.
Anche l'industria e ancor più l'artigianato vantano un'antica tradizione. Come ci informa il Maccà, a fine Settecento la Roggia Verlata "girava" una cartiera, 6 ruote di mulini e 1 sega da legname.
Di altre rogge, scavate soprattutto per irrigare, nella seconda metà del Cinquecento ricevettero l'investitura i Brandizi, i Nievo, i Chiericati e i Monza.
Attualmente le aziende artigiane sono circa 150 nei settori della tessitura, meccanica, autotrasporti, serramenti, carpenteria, edilizia, marmi.

## Amministrazione
| Periodo        | Periodo        | Primo cittadino             | Partito                          | Carica                  | Note |
| -------------- | -------------- | --------------------------- | -------------------------------- | ----------------------- | ---- |
| 24 aprile 1995 | 13 giugno 1999 | Domenico "Nico" Seganfreddo | Lega Nord-Liga Veneta            | Sindaco                 |      |
| 13 giugno 1999 | 30 agosto 2003 | Domenico "Nico" Seganfreddo | Lista civica                     | Sindaco                 |      |
| 30 agosto 2003 | 13 giugno 2004 |                             |                                  | Commissario Prefettizio |      |
| 13 giugno 2004 | 25 maggio 2014 | Giorgio Meneghello          | Liste civiche di centro-destra   | Sindaco                 |      |
| 25 maggio 2014 | 10 giugno 2024 | Luca Cortese                | Lista civica "Sarcedo in Comune" | Sindaco                 |      |
| 10 giugno 2024 | in carica      | Miria Fattambrini           | Lista civica "Svolta con Noi"    | Sindaco                 |      |

### Gemellaggi
Nel 2012 il comune di Sarcedo ha aderito alla lista dei comuni gemellati con la fondazione "Città della Speranza".
Dal 2022 ufficialmente gemellata con il comune di Concórdia in Brasile.